# Bolesław Kontrym
Bolesław Kontrym, ps. Żmudzin, Biały, Bielski, Cichocki, Bolesław, Baca, Wilczyński, vel Bolesław Konopacki (ur. 27 sierpnia 1898 w Zaturcach, zm. 2 stycznia 1953 w Warszawie) – polski i rosyjski wojskowy, oficer Armii Czerwonej (1918–1922), major piechoty Wojska Polskiego, oficer Polskich Sił Zbrojnych i Armii Krajowej, komisarz Policji Państwowej w II Rzeczypospolitej, szef służby śledczej Polskiego Państwa Podziemnego, organizator i dowódca oddziału dyspozycyjnego Delegatury Rządu na Kraj „Sztafeta - Podkowa”, uczestnik m.in. I wojny światowej, kampanii wrześniowej, bitwy o Narwik i powstania warszawskiego, cichociemny.

## Życiorys

### Dzieciństwo i młodość
Urodził się 27 sierpnia 1898 w Zaturcach, pow. Łuck na Wołyniu jako syn Władysława Kontryma – pułkownika armii rosyjskiej i Aldony Cichockiej. Pradziadek i dziadek walczyli w obu polskich powstaniach niepodległościowych. W domu rodzinnym był wychowywany w atmosferze patriotycznej i w kulcie walk niepodległościowych. Od 1909 uczył się w Korpusie Kadetów w Jarosławiu nad Wołgą w Rosji. Naukę przerwał, w czerwcu 1915 wstąpił na ochotnika do armii rosyjskiej.
Początkowo służył w 106 pułku piechoty, od sierpnia 1915 uczestnik przyspieszonego kursu szkoły chorążych w Saratowie, po jej ukończeniu w grudniu 1915 jako dowódca plutonu 250 Pułku Piechoty, następnie od czerwca 1916 jako adiutant III batalionu 127 Pułku Piechoty. Od stycznia 1917 dowódca konnego oddziału zwiadu 650 Pułku Piechoty. 1 grudnia 1917 awansowany na stopień porucznika.
Przeszedł do oddziałów polskich formujących się w Rosji. Od 10 grudnia przydzielony jako dowódca plutonu 4 szwadronu 5 Pułku Ułanów II Korpusu Polskiego. Po rozbrojeniu pod Kaniowem, od 11 maja w niewoli niemieckiej, w czerwcu zbiegł. Przez Wiatkę, gdzie przebywała rodzina, usiłował przedostać się do polskich wojsk do Murmańska. W październiku 1918 aresztowany przez bolszewików, wcielony do Armii Czerwonej. Przydzielony jako dowódca 82 Pułku Piechoty, następnie 28 podbrygady 10 Dywizji Piechoty, w wojnie polsko-bolszewickiej walczył po stronie bolszewików. Za swoje zasługi został trzykrotnie odznaczony Orderem Czerwonego Sztandaru.
Od lutego 1921 słuchacz Akademii Sztabu Generalnego w Moskwie, mianowany na stopień dowódcy brygady (kombrig). Jednocześnie od lutego 1922 r. nawiązał kontakt z attaché wojskowym przy Poselstwie RP, płk. Romualdem Wolikowskim, dostarczając mu liczne informacje o charakterze wywiadowczym. Wobec zagrożenia ze strony GPU nielegalnie przekroczył granicę z Polską.

### Służba w Straży Granicznej i Policji Państwowej
Po powrocie do Polski w grudniu 1922, został 1 kwietnia 1923 zweryfikowany w stopniu porucznika. 14 kwietnia 1923 przydzielony do służby w Straży Granicznej, od14 kwietnia 1923 jako dowódca plutonu 2 Batalionu SG Nowy Świerżeń, od 1 lipca w 30 Pułku Strzelców Kaniowskich. Podczas jego służby w miejscowości Rubieżewicze w powiecie stołpeckim jeden z jego podwładnych został uprowadzony za granicę ZSRR i uwięziony w Mińsku. W odwecie Kontrym porwał całą załogę sowieckiego posterunku granicznego i zadzwonił do sowieckiego dowództwa w Mińsku oferując wymianę, która wkrótce nastąpiła.
13 lipca 1923 wstąpił do Policji Państwowej, początkowo jako aspirant, kierownik placówki w Baranowiczach, podległej XV Okręgowej Komendzie Policji Państwowej w Nowogródku. Do 1927 zastępca komendanta powiatowego Policji Państwowej w Słonimie, od 1929 komendant posterunku w Szczucinie, następnie komendant powiatowy w Szczucinie, potem w Nowogródku. Od 1932 awansowany na stopień podkomisarza, mianowany komendantem powiatowym Policji Państwowej w Brześciu nad Bugiem.
W 1926 ukończył Oficerską Szkołę Policji Państwowej w Warszawie, od 1934 zastępca naczelnika Urzędu Śledczego Komendy Wojewódzkiej Policji Państwowej w Lublinie, od marca 1936 naczelnik Urzędu Śledczego Policji Państwowej w Białymstoku. W 1937 ukończył kurs dowódców kompanii w Centrum Wyszkolenia Żandarmerii w Grudziądzu. Awansowany na stopień komisarza, od początku 1939 naczelnik Urzędu Śledczego Policji Państwowej w Wilnie. Jego działalność polegała m.in. na rozpracowywaniu antypaństwowych organizacji, przede wszystkim komunistycznej agentury, która była na tych terenach szczególnie rozbudowana i niebezpieczna.

### Polskie Siły Zbrojne na Zachodzie
W kampanii wrześniowej wysłany jako kurier z Wilna do Zaleszczyk z pakietem poczty dyplomatycznej ze Sztokholmu dla rządu RP, po czym powrócił do Wilna. 20 września 1939 przekroczył wraz z synem granicę polsko-litewską, internowany w obozie Kołdatowo pod Kownem. W październiku uciekł, przez Tallinn, Rygę dotarł statkiem „Estonia” do Sztokholmu, potem przez Bergen w Norwegii i Wielką Brytanię dotarł 10 grudnia 1939 do Wojska Polskiego we Francji. Wstąpił do Polskich Sił Zbrojnych, od 28 grudnia 1939 przydzielony jako dowódca kompanii Ośrodka Zapasowego 2 Dywizji Strzelców Pieszych, od marca 1940 dowódca kompanii 3 batalionu Samodzielnej Brygady Strzelców Podhalańskich. W składzie Brygady uczestniczył w walkach pod Narwikiem (maj–czerwiec 1940), odznaczony dwukrotnie Krzyżem Walecznych. Od lipca do października 1940 jako kierownik placówki ewakuacyjnej Wydziału Wojskowego Konsulatu RP w Tuluzie. Od października 1940 w obozie w Carpiagne.
Po upadku Francji ewakuowany przez Portugalię, dotarł w grudniu 1940 do Wielkiej Brytanii. Przydzielony jako dowódca plutonu 3 kompanii oraz pełniący obowiązki dowódcy kompanii 1 Batalionu Strzelców Podhalańskich. Od 8 września 1941 przydzielony do 3 batalionu (później 1 batalionu) 1 Samodzielnej Brygady Spadochronowej.

### Służba w Armii Krajowej

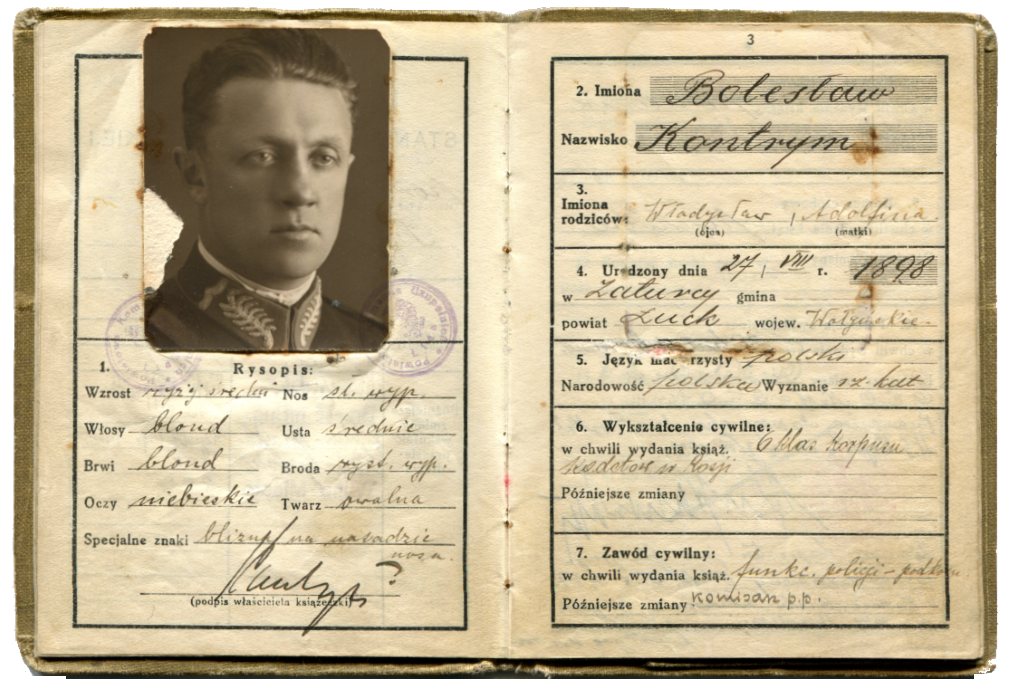
Książeczka stanu Bolesława Kontryma

Zgłosił się do służby w okupowanym kraju. Przeszkolony ze specjalnością w dywersji, m.in. na kursach specjalnych dla kandydatów na cichociemnych: dywersyjno-strzeleckim (STS 25, Inverlochy), sabotażu przemysłowego (STS 17, Brickendonbury Manor), podstaw wywiadu (STS 31, Bealieu), łączności (STS 35, Vineyards), łączności 1 SBS, spadochronowym (STS 51, Ringway), walki konspiracyjnej oraz odprawowym (STS 43, Audley End). Zaprzysiężony na rotę ZWZ/AK 7 kwietnia 1942 w Londynie, awansowany na stopień kapitana 1 września 1942.
Znajomość języków: rosyjski, francuski, angielski. Zwykły Znak Spadochronowy nr 1251, Bojowy Znak Spadochronowy nr 1534.
Skoczył ze spadochronem do Polski w nocy 1/2 września 1942, w sezonie operacyjnym „Intonacja”, w operacji lotniczej „Smallpox”, z samolotu Halifax W-7773 „S” (138 Dywizjon RAF), na placówkę odbiorczą „Rogi”, na terenie nadleśnictwa Łoś-Rogatki, w okolicach miejscowości Bogatki, 16 km na północny wschód od Grójca. Razem z nim skoczyli: por. Mieczysław Eckhardt ps. Bocian, ppor. Michał Fijałka ps. Kawa, por. Wacław Kopisto ps. Kra, por. Hieronim Łagoda ps. Lak, por. Leonard Zub-Zdanowicz ps. Ząb.
Po aklimatyzacji do realiów okupacyjnych, po aresztowaniu przez Niemców kpt. Alfreda Paczkowskiego ps. Wania 20 listopada 1942 przydzielony jako dowódca III Odcinka do organizacji sabotażowo-dywersyjnej pod kryptonimem „Wachlarz”. Współorganizator, m.in. z por. Janem Piwnikiem ps. Ponury przeprowadzonej 18 stycznia 1943 akcji odbicia więźniów z więzienia niemieckiego w Pińsku. Od marca 1943 na krótko dowódca Kedywu Okręgu Brześć AK. Oddelegowany do dyspozycji Delegatury Rządu RP na Kraj z przydziałem do Państwowego Korpusu Bezpieczeństwa jako zastępca inspektora głównego ppłk. Mariana Kozielewskiego (następnie Stanisława Tabisza) oraz szef służby śledczej. Od czerwca 1943 organizator oraz dowódca oddziału dyspozycyjnego Delegatury Rządu RP na Kraj pod kryptonimem „Sztafeta” - „Podkowa”, którego zadaniem była ochrona Delegata Rządu na Kraj, lokali Delegatury oraz wykonywanie wyroków cywilnych i wojskowych sądów specjalnych, czyli likwidacja agentów gestapo, Abwehry oraz innych zdrajców. Oddział wykonał ok. 25 akcji likwidacyjnych na agentach i konfidentach, kilka akcji rozbrojeniowych, uczestniczył w akcji „Polowanie”, przygotowaniach do rozbicia więzienia na Pawiaku, przejęcia obozu na Majdanku, przeprowadził także dochodzenie w sprawie ważnego agenta gestapo ppor. Jerzego Wojnowskiego ps. Motor, Garibaldi, zakończone wydaniem wyroku śmierci.

### Udział w powstaniu warszawskim

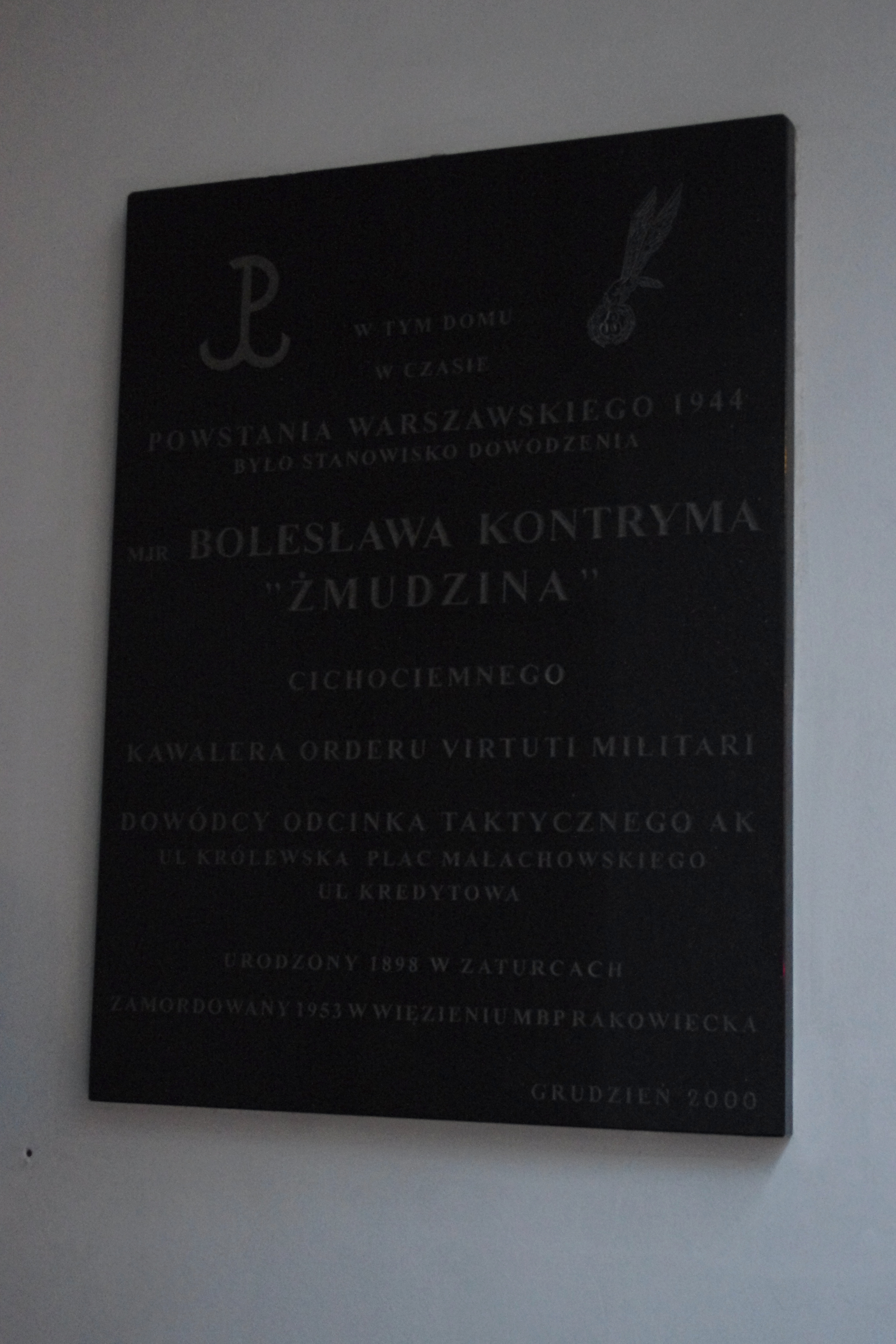
Tablica upamiętniająca Bolesława Kontryma przy ul. Kredytowej w Warszawie, gdzie w czasie powstania warszawskiego mieściło się jego stanowisko dowodzenia

W powstaniu warszawskim jako dowódca 4 kompanii Zgrupowania Bartkiewicz AK pod dowództwem mjr. Włodzimierza Zawadzkiego ps. Bartkiewicz oraz dowódcą odcinka taktycznego w podobwodzie Śródmieście-Północ: Królewska – Kredytowa – pl. Małachowskiego. 1 sierpnia, pół godziny przed godz. 17 jego żołnierze uczestniczyli wraz z plutonem cichociemnego Ludwika Witkowskiego ps. Kosa w ataku na hotel „Victoria” (ul. Jasna 22). W zdobytym budynku ulokował się sztab Okręgu AK z płk. Antonim Chruścielem ps. Monter. Później sztab przeniesiono do gmachu PKO oraz kina „Palladium”.
Walczył w śródmieściu. Został czterokrotnie ranny: 1 lub 2 sierpnia na pl. Dąbrowskiego, 4 sierpnia w czasie szturmu, którym dowodził, na budynek PAST-y przy ul. Zielnej 37/39, 5 września podczas walk o gmach Gimnazjum im. Mikołaja Reja i 27 września 1944 w czasie bombardowania przez Niemców ul. Królewskiej. 
Odznaczony Krzyżem Walecznych po raz trzeci oraz Virtuti Militari. Po kapitulacji oddziałów powstańczych 2 października 1944 w obozach jenieckich: Lamsdorf (Łambinowice k. Opola), Fallingbostel, Bergen-Belsen, Gross-Born i Sandbostel, skąd zbiegł 28 kwietnia 1945.

### Służba wojskowa na Zachodzie
Przedostał się do Polskich Sił Zbrojnych, 2 maja 1945 dotarł do 1 Dywizji Pancernej gen. Stanisława Maczka. Od 10 maja dowódca 1 kompanii, od 1 września zastępca dowódcy 9 batalionu strzelców flandryjskich w składzie 1 Dywizji Pancernej.11 czerwca 1946 awansowany na stopień majora ze starszeństwem od 1 stycznia 1945 w korpusie oficerów piechoty.

### Powrót do kraju, areszt, proces, stracenie

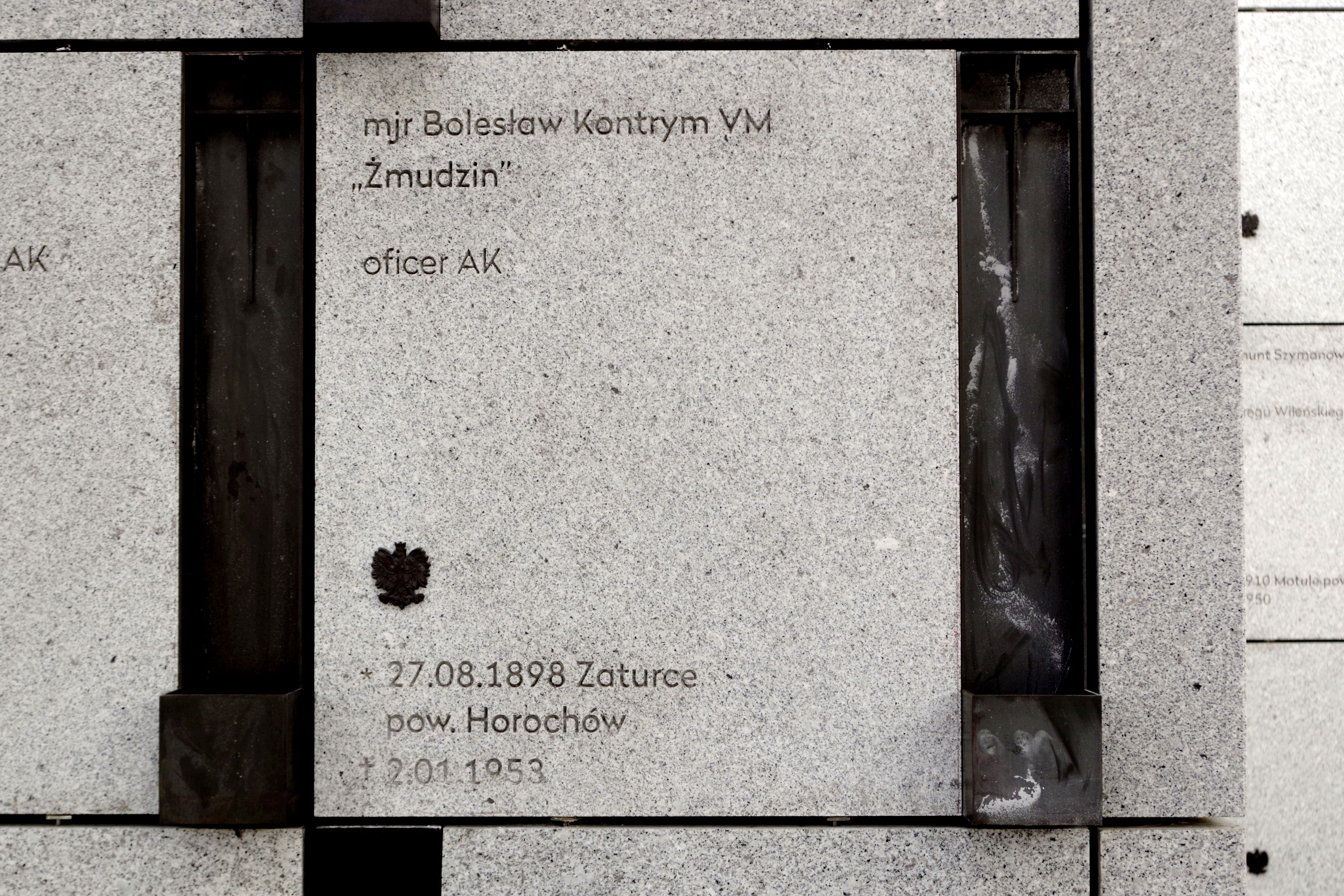
Grób mjr Bolesława Kontryma ps. „Żmudzin” w Panteonie – Mauzoleum Wyklętych-Niezłomnych na Cmentarzu Wojskowym na Powązkach w Warszawie

Na decyzję powrotu Bolesława Kontryma do kraju mogło mieć wpływ nieoczekiwane odnalezienie się starszego brata – Konstantego Kontryma, o którym rodzina nie miała żadnych informacji od czasu ucieczki z ZSRR do Polski w grudniu 1922. Konstanty Kontrym znalazł się w Warszawie jako generał Wojska Polskiego (armii gen. Zygmunta Berlinga), skierowany tam z Armii Czerwonej. Konstanty gwarantował Bolesławowi bezpieczeństwo po powrocie do Polski. W zaświadczeniu Ośrodka Demobilizacyjnego nr 2 w Niemczech podano, iż major Bolesław Kontrym został skreślony ze stanu ewidencyjnego Polskich Sił Zbrojnych poza krajem w dniu 16 maja 1947, celem repatriacji do Polski.
Do Polski wrócił 17 maja 1947. W sierpniu komisja rehabilitacyjno-kwalifikacyjna dla byłych funkcjonariuszy Policji Państwowej wystawiła mu zaświadczenie zezwalające na pracę w służbie państwowej. Od 1 października 1947 naczelnik działu administracyjno-gospodarczego w Zjednoczeniu Przemysłu Roszarniczego w Warszawie. Inwigilowany przez Informację Wojskową, na rozkaz płk. Dmitrija Wozniesienskiego, teczkę założono mu 15 marca 1947. Aresztowany 13 października 1948, wywieziony pod Warszawę do tajnej willi MBP „Spacer” w Miedzeszynie. Postanowienie o aresztowaniu Naczelna Prokuratura Wojskowa wydała 15 października 1948. Rodzina o jego losie dowiedziała się oficjalnie w 1952, gdy dostała pierwsze kartki z więzienia na Rakowieckiej. Wcześniej informację, że Bolesław został aresztowany, przekazał rodzinie brat Konstanty, który kilka dni później dostał polecenie bezzwłocznego stawienia się w Moskwie. Razem z nim z Polski musiała wyjechać jego żona i adoptowany syn. Po latach do rodziny w Polsce dotarła wiadomość, że gen. Konstanty Kontrym zmarł w szpitalu w Moskwie przy skomplikowanym zabiegu chirurgicznym.
Po prawie 4-letnim ciężkim śledztwie, w tym torturach, wyrokami: Sądu Wojewódzkiego w Warszawie z 26 czerwca 1952 oraz Sądu Najwyższego z 9 października, skazany na śmierć jako odpowiedzialny za klęskę wrześniową i faszyzację życia państwowego, a także za współpracę z okupantem niemieckim. Wyrok wykonano 2 stycznia 1953.
Miejsce pochówku nie było znane, dopiero 28 września 2014 IPN poinformował, że szczątki Bolesława Kontryma zostały odkryte i zidentyfikowane podczas prac ekshumacyjnych przeprowadzonych w Kwaterze „na Łączce” na Cmentarzu Wojskowym na Powązkach w Warszawie, gdzie dotychczas istniał symboliczny grób „Żmudzina”.

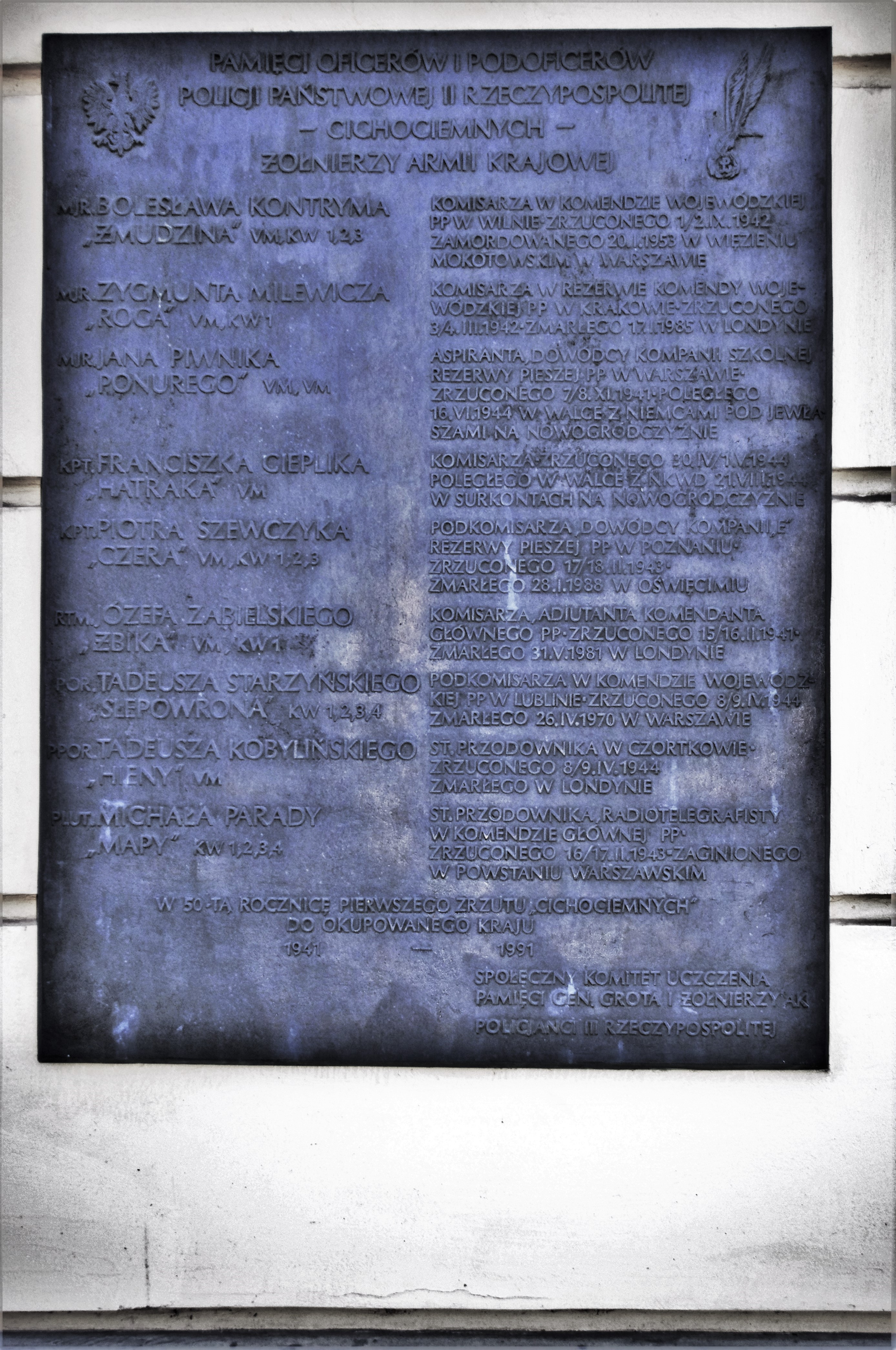
Tablica upamiętniająca oficerów i podoficerów policji państwowej II RP – cichociemnych żołnierzy AK na Pałacu Mostowskich w Warszawie

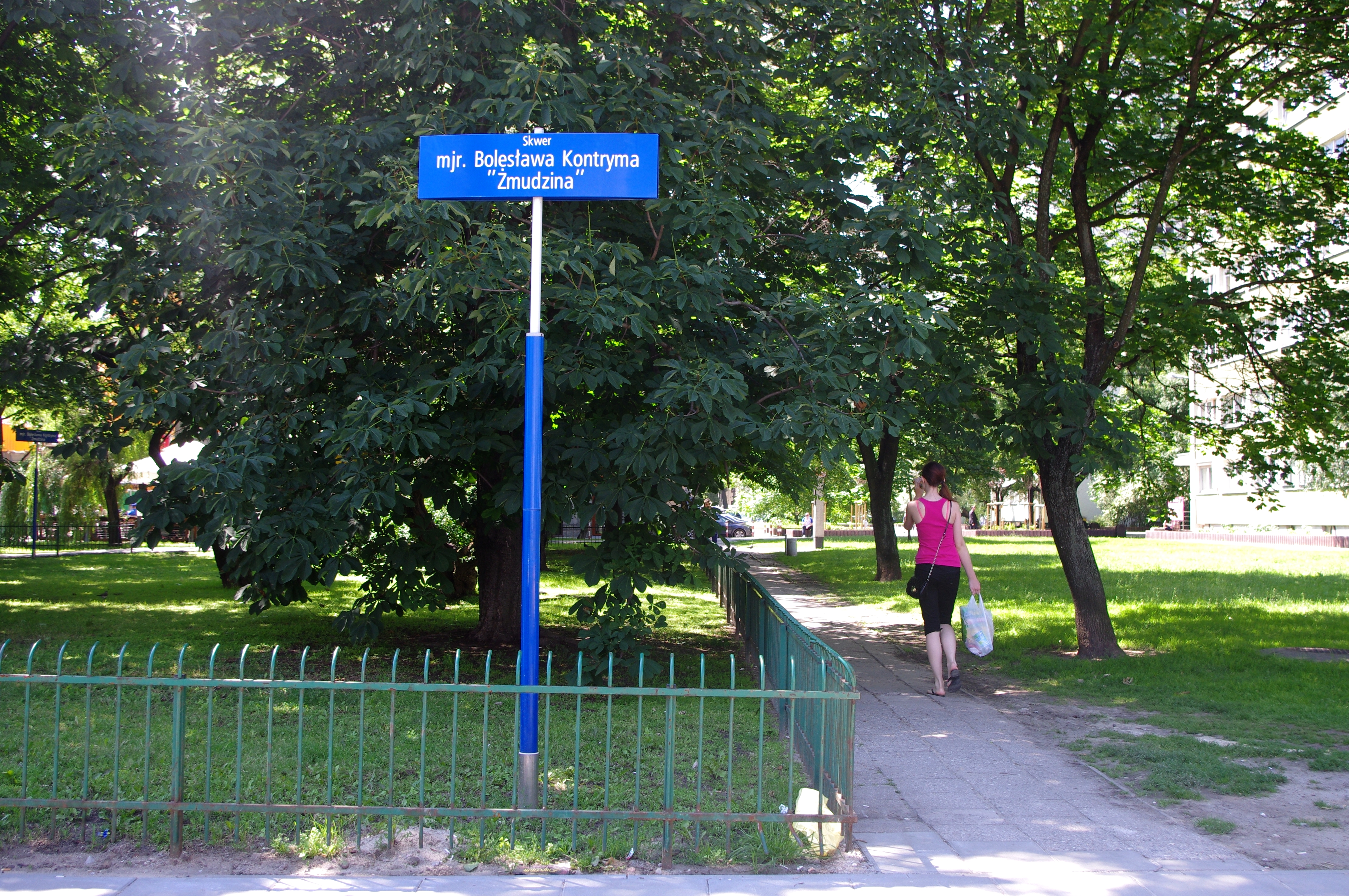
Skwer mjr. Bolesława Kontryma „Żmudzina” w Warszawie

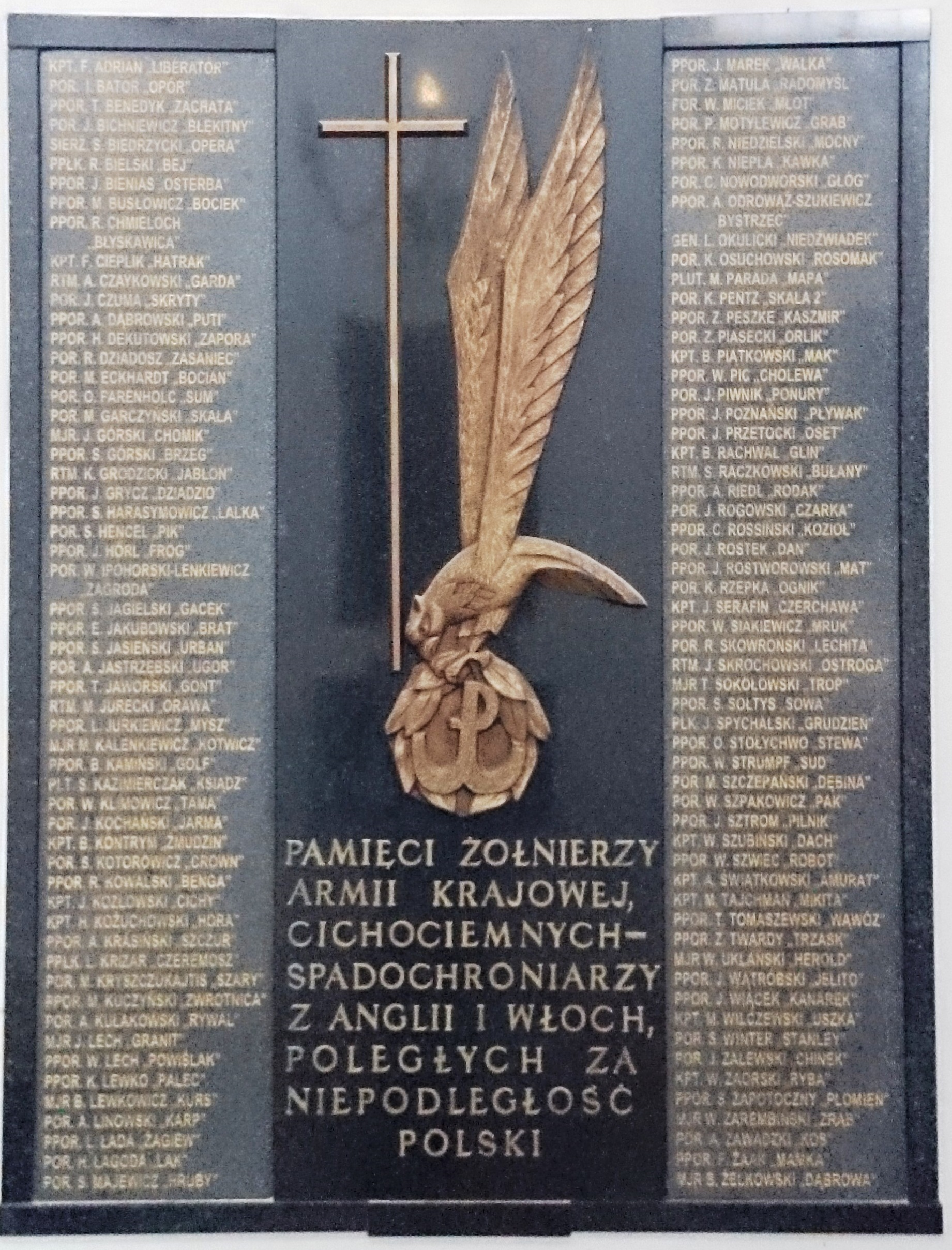
Tablica w kościele św. Jacka w Warszawie, upamiętniająca poległych cichociemnych, w tym Bolesława Kontryma

Pośmiertnie uniewinniony i zrehabilitowany wyrokiem Sądu Wojewódzkiego dla m.st. Warszawy z 3 grudnia 1957, w uzasadnieniu stwierdzono: do roku 1939 wykonując swoje obowiązki służbowe nie popełnił przestępstw, które mu przypisał poprzedni wyrok. Jeśli chodzi o drugi zarzut dotyczący działalności w okresie okupacji niemieckiej, to część świadków obciążających go w czasie procesu w 1952 r., obecnie zeznała, że byli wówczas terroryzowani przez pracowników UB. Przed sądem odwołali swoje zeznania i w swoich procesach rehabilitacyjnych także zostali uniewinnieni. W uzasadnieniu wyroku sąd stwierdził ponadto, że Bolesław Kontrym dzielnie, mężnie walczył z okupantem i był jednym z najodważniejszych członków Armii Krajowej. Uniewinnienie stanowi Dlań akt pełnej rehabilitacji i przywraca mu honor i cześć, a Jego Rodzinie moralną satysfakcję.

## Upamiętnienie
W maju 2005 jego imieniem nazwano w Warszawie skwer przy zbiegu ulic Świętokrzyskiej i Zielnej, niedaleko PAST-y. Pamiątkowa tablica ku czci Bolesława Kontryma znajduje się również na fasadzie pałacu Mostowskich, kiedyś siedziby warszawskiej milicji, dziś Komendy Stołecznej Policji. W rocznicę śmierci mjr. Bolesława Kontryma – 2 stycznia – odbywają się tu poświęcone mu uroczystości.
W 2011 spektakl Teatru TV „Kontrym” według scenariusza Marka Pruchniewskiego, którego premiera miała miejsce 7 listopada 2011, otrzymał Grand Prix na festiwalu Dwa Teatry w Sopocie. W rolę Bolesława Kontryma wcielił się Jan Frycz.
W lewej nawie kościoła św. Jacka przy ul. Freta w Warszawie odsłonięto w 1980 tablicę Pamięci żołnierzy Armii Krajowej, cichociemnych – spadochroniarzy z Anglii i Włoch, poległych za niepodległość Polski. Wśród wymienionych 110 poległych cichociemnych jest Bolesław Kontrym.

## Awanse
w Armii Czerwonej:
- podchorąży (praporszczyk) – 6 grudnia 1915
- porucznik – 1 grudnia 1917
- generał brygady (kombryg) – luty 1922

w Policji Państwowej:
- aspirant – lipiec 1923
- podkomisarz – 1932
- komisarz – 1939

w Wojsku Polskim, Armii Krajowej:
- porucznik – 1 kwietnia 1923
- kapitan – 1 września 1942
- major – 11 czerwca 1946, ze starszeństwem od 1 stycznia 1945[1]

## Ordery i odznaczenia
- Krzyż Srebrny Orderu Wojennego Virtuti Militari nr 11495 (19 października 1944)[12]
- Krzyż Komandorski Orderu Odrodzenia Polski (pośmiertnie, 2 sierpnia 2009)[13]
- Krzyż Walecznych (trzykrotnie)
- Srebrny Krzyż Zasługi (19 marca 1937)[14]
- Order Czerwonego Sztandaru (trzykrotnie, ZSRR)
- Krzyż Wojenny (Francja) (1945, Francja)
- Gwiazda za Wojnę 1939–1945 (Wielka Brytania)
- Gwiazda za Francję i Niemcy (24 lipca 1946, Wielka Brytania)
- Medal Wojny 1939–1945 (9 października 1946, Wielka Brytania)
- Medal Wojska - czterokrotnie: 15 września 1946, 15 lutego 1947, 13 lutego 1967